# Список керівників держав 1060 року
Список керівників держав 1059 року — 1060 рік — Список керівників держав 1061 року — Список керівників держав за роками

## Азія

### Західна Азія
- Аббасидський халіфат — халіф Аль-Каїм Біамріллах (1031—1075)

Ємен — 
- Наджахіди — Насір ад-Дін Наджах, амір (1022 — бл. 1060); Саїд бін Наджах (бл. 1060—1088)
- Сулайхіди — Алі ібн Мухаммад ас-Сулайхі, емір (1047 — бл. 1067)

Кавказ
- Вірменія:
  - Карське царство — цар Гагік (1029—1065)
  - Сюнікське царство — цар Григор I Ашотян (1051—1072)
  - Ташир-Дзорагетське царство — цар Кюріке (Гурген) II (1048—1089)
- Грузія — цар Баграт IV (1027—1072)
  - Тбіліський емірат — емір Абул-Хайя бен Джаффар (1054—1062)
  - Кахетія — цар Агсартан I (1058 — 1084)
- Дербентський емірат — емір Мансур II ібн Абдулмалік (1043—1065)
- Держава Ширваншахів — ширваншах Саллар ібн Язід (1050—1063)
- Шеддадіди (Гянджинський емірат) — емір Абу-л-Асвар Шавур I (1049—1067)

### Центральна Азія
- Газнійська держава (Афганістан) — султан Ібрагім (1059—1099)
- Гуріди — Аббас ібн Шис, малік (1035 — 1060); Мухаммад ібн Аббас (1060 — 1080)
- Персія
  - Баванді (Табаристан) — Карін II, іспахбад (1057—1074)
  - Буїди: Абу Мансур, емір Фарсу (1056—1062)
  - Раввадіди — емір Мамлан II (1054—1071)
- Середня Азія
  - Східно-Караханідське ханство — хан Сулеймен Арслан-хан (1042—1065); Махмуд (1059—1074)
  - Західно-Караханідське ханство — Ібрахім ібн Наср, хан (1042—1068)
- Сельджуцька імперія — Тогрул-бек, великий султан (1038—1063)
  - Керманський султанат — Кавурд-бек, султан (1048—1073)
- Західна Ся — Їцзун (Лі Лянцзо), імператор (1048—1067)

### Південна Азія
- Індія
  - Венгі— Східні Чалук'я — магараджа Раджараджанарендра (1022—1031, 1035—1061)
  - Держава Хойсалів — перманаді Вінаядітья (1047—1098)
  - Імперія Пала — магараджа Віграхапала III (1055—1070)
  - Камарупа — магараджахіраджа Дхарма Пала (1035—1060)
  - Качарі — цар Удітья (1010—1040); Прабхакар (1040—1070)
  - Кашмір — цар Ананта (1028—1063)
  - Орісса — магараджа Удіотакесарі (1040—1065)
  - Парамара (Малава) — магараджа Джаясімха I (1055—1068/1069)
  - Соланка — раджа Бхімадева I (1021—1063)
  - Чандела — Деваварман, раджа (1045—1060); Кіртіварман (1060—1100)
  - Держава Чера — магараджа Раві Варман III (1043—1082)
  - Чола — магараджа Раджендрачоладева II (1054—1060); Рамамахендра (1060—1063)
  - Ядави (Сеунадеша) — магараджа Бхіллама IV (1045—1060)
- Шрі-Ланка
  - Полоннарува — Війябаху I, цар (1056—1110)

### Південно-Східна Азія
- Кхмерська імперія — імператор Удаядітьяварман II (1050—1066)
- Дайков'єт — імператор Лі Тхань Тонг (1054—1072)
- Далі (держава) — король Дуань Сілянь (1044—1075)
- Паган — король Аноратха (1044—1078)
- Індонезія
  - Сунда — Дхармарджа, магараджа (1042—1064)

### Східна Азія
- Ляо — імператор Дао-цзун (1055—1101)
- Японія — Імператор Ґо-Рейдзей (1045—1068)
- Китай (Імперія Сун) — імператор Жень-цзун (Чжао Чжень) (1022—1063)
- Корея
  - Корьо — ван Мунджон (1046—1083)

## Африка
- Альморавіди — імам Абу Бакр (бл. 1059—1061)
- Гана — цар Бассі (1040—1062)
- Аксум (Ефіопія) — імператор Ємрехана Крест (1039—1079)
- Зіріди — емір Аль-Муїзз Шараф ад-Даула ібн Бадіс (1016—1062)
- Імперія Гао — дья Кайна Тья-Ньомбо (бл. 1040 — бл. 1070)
- Мукурра — цар Георгій III (бл. 1030 — бл. 1080)
- Фатімідський халіфат — халіф Маад аль-Мустансір Біллах (1036—1094)
- Канем — маї Аркі (1035—1077)
- Хаммадіди — султан Булуггін ібн Мухаммад (1046—1062)

## Європа

### Британські острови
- Шотландія — король Малькольм III (1058—1093)
- Англія — король Едуард Сповідник (1042—1066)
- Уельс:
  - Гвент — король Грифід ап Ллівелін (1055—1063)
  - Гвінед — король Грифід ап Ллівелін (1039—1063)
  - Глівісінг — Гургант ап Ітел, король (1033—1070); Гріфід ап Ллівелін (1055—1063)
  - Дехейбарт — король Грифід ап Ллівелін (1044—1047, 1055—1063)

### Північна Європа
- Данія — король Свен II Естрідсен (1047—1074)
- Ірландія — верховний король Доннхад мак Бріайн (1022—1064)
  - Айлех — король Ніалл мак Маел Сехнайлл (1036—1061)
  - Дублін — король Мурхад мак Діармата (1052—1070)
  - Коннахт — король Аед IV (1046—1067)
  - Лейнстер — король Діармайт мак Маел-на-м-Бо (1042—1072)
  - Міде — король Конхобар Уа Маел Сехлайнн (1030—1073)
  - Мунстер — Доннхад мак Бріайн, король (1014—1064)
  - Ольстер — Ніалл мак Еохада, король (1016—1063)
- Норвегія — король Гаральд III Суворий (1047—1066)
- Швеція — король Емунд Старий (1050—1060); Стенкіль (1060—1066)

### Франція
Генріх I (король Франції) (1031—1060); Філіп I (1060—1108)
- Аквітанія — герцог Гійом VIII (1058—1086)
- Ангулем — граф Фульк I (1048—1087)
- Анжу — граф Жоффруа II Мартел (1040—1060)
- Бретань — герцог Конан II (1040—1066)
  - Нант — графиня Юдіт (1051—1063)
- Бургундія (герцогство) — Роберт I, герцог (1032—1076)
- Бургундія (графство) — граф Гійом I Великий, пфальцграф (1057—1087)
- Вермандуа — граф Герберт IV, граф (1045—1080)
- Готія — маркіза Берта, графиня Руерга (1054 — бл. 1065); Понс Гійом, маркіз (1037—1060)
- Каркассон — граф П'єр Раймунд (бл. 1012—1060)
- Макон — граф Жоффруа (1049—1065)
- Мо і Труа — граф Ед III де Блуа (1047—1066)
- Мен — граф Герберт II (1051—1062)
- Невер — граф Гійом I (1040—1083)
- Нормандія — герцог Вільгельм I Завойовник (1035—1087)
- Овернь — граф Гійом V (бл. 1032 — бл. 1064)
- Руерг — графиня Берта (1054 — бл. 1065)
- Руссільйон — граф Госфред II (1013—1074)
- Тулуза — граф Понс Гійом (1037—1060)
- Шалон — граф Тібо (1039—1065)
- Фландрія — граф Бодуен V Благочестивий (1035—1067)

### Священна Римська імперія
Імператор Генріх IV (1056—1084)
- Баварія — герцог Генріх VIII (король Генріх IV) (1055—1061)
- Саксонія — герцог Ордульф (1059—1072)
- Швабія — герцог Рудольф (1057—1079)
- Австрійська (Східна) марка — маркграф Ернст (1055—1075)
- Каринтія — герцог Конрад III (1056—1061)
- Лувен — граф Ламберт II (1040—1062)
- Лужицька (Саксонська Східна) марка — маркграф Деді I (1046—1069, 1069—1075)
- Мейсенська марка — маркграф Вільгельм Веймарський (1046—1062)
- Північна марка — маркграф Лотар Удо II (1057—1082)
- Тосканська марка — маркграф Готфрід I Бородатий (1055—1069)
- Богемія (Чехія) — князь Спитігнев II (1055—1061)
- Штирія (Карантанська марка) — маркграф Отакар I (1056—1064)
- Рейнский Пфальц —
  - Генріх I, пфальцграф (1045—1060)
  - Герман II, пфальцграф (1060—1085)
- Верхня Лотарингія — герцог Гергард I (1048—1070)
- Нижня Лотарингія — герцог Фрідріх II (1046—1065)
- Ено (Геннегау) — граф Бодуен I Монс (1051—1070)
- Намюр (графство) — граф Альберт II (бл. 1031 — бл. 1063)
- Люксембург — граф Конрад I (1059—1086)
- Голландія — граф Флоріс I (1049—1061)
- Прованс —
  - Жоффруа II, граф (1051—1065)
  - граф Гійом V Бертран (1051—1063/1067)
  - Жоффруа I, граф (1018 — бл. 1062)
  - Емма, графиня (бл. 1037—1063)
- Савойя — граф Оттон I (бл. 1051—1060); П'єр I (1060—1078)

### ЦентральнатаСхідна Європа
- Польща — князь Болеслав II Хоробрий, князь (1058—1076)
  - Померанія — Святобор, князь (бл. 1060 — 1106)
- Рашка (Сербія) —
  - Дукля (князівство) — жупан Михайло Воїславович (1052—1077)
- Угорщина — король Андраш I (1046—1060); Бела I (1060—1063)
- Хорватія — король Петар Крешимир IV (1058—1074)
- Київська Русь — великий князь Ізяслав Ярославич (1054—1068, 1069—1073, 1077—1078)
  - Волинське князівство — Ростислав Володимирович, князь (1057—1064)
  - Новгородське князівство — князь Мстислав Ізяславич (1054—1067)
  - Переяславське князівство — Всеволод Ярославич, князь (1054—1073)
  - Полоцьке князівство — князь Всеслав Брячиславич (1044—1068, 1071—1101)
  - Смоленське князівство — Ігор Ярославич, князь (1057—1060)
  - Чернігівське князівство — Святослав Ярославич, князь (1054—1073)

### Іспанія,Португалія
- Ампуріас — граф Понс I (1040 — бл. 1078)
- Барселона — граф Рамон Беренгер I Старий (1035—1076)
- Безалу — граф Гільєрмо II (1052—1066)
- Конфлан і Серданья — граф Рамон Віфред (1035—1062)
- Леон — король Фернандо I Великий (1037—1065)
- Наварра (Памплона) — король Санчо IV (1054—1076)
- Пальярс Верхній — граф Артау (Артальдо) I (бл. 1049—1081)
- Пальярс Нижній — граф Рамон IV (V) (бл. 1047 — бл. 1098)
- Уржель — граф Ерменгол III (1038—1065)
- Кордова (тайфа) — емір Абу-л Валід Мухаммад ар-Рашид (1043—1064)
- Португалія — граф Нуньо II Мендес (1050—1071)

### Італія
- Аверса — Річард I, граф (1049 — 1078)
- Амальфі — Іоанн II, герцог (1029 — 1034, 1038 — 1039, 1052 — 1069)
- Апулія і Калабрія — Роберт Гвіскар, герцог (1059 — 1085)
- Венеційська республіка — дож Доменіко I Контаріні (1043—1071)
- Беневентське князівство — князь Ландульф VI (1059—1077); Пандульф IV (1059—1074)
- Монферратське маркграфство — Оттоне II, маркграф (1044 — 1084)
- Капуя — князь Річард I (1058—1078)
- Салерно — князь Гізульф II (1052—1077)
- Неаполітанський герцогство — герцог Сергій V (1042—1082)
- Папська держава — папа римський Миколай II (1059—1061)

### Візантійська імперія
- Візантійська імперія — імператор Костянтин X Дука (1059—1067)